# Sabbie mobili (romanzo)
Sabbie mobili (Quicksand) è un romanzo di fantascienza dello scrittore britannico John Brunner, pubblicato nel 1967.
L'opera è stata pubblicata in Italia anche con il titolo La donna venuta dal nulla.

## Storia editoriale
La scrittura del romanzo e in particolare il tratteggio del carattere dello psicologo protagonista, fu influenzata dagli argomenti discussi nel settembre 1966 durante una conferenza tenutasi dagli scrittori di fantascienza a Milford-on-Sea; nel simposio fu trattato il tema della "paranoia nella fantascienza". Il monologo interiore del protagonista, reduce da malattia mentale, fu ritenuto così convincente da Robert Silverberg che in una recensione, scherzando, suggerì che John Brunner potesse avere alcuni scheletri nell'armadio. In realtà la stesura del romanzo fu preceduta da molte visite di Brunner presso gli ospedali psichiatrici delle periferie inglesi e da interviste agli psichiatri che vi lavoravano.
Il genere innovativo del romanzo non ne favorì la pubblicazione: presentato alla casa editrice Penguin, fu rifiutato. Spedito alla statunitense Doubleday, stava per essere rifiutato quando il provvidenziale e fortuito arrivo nella sede dell'autore, consentì un accordo immediato che comprendeva la pubblicazione in sequenza di Quicksand e del successivo Tutti a Zanzibar.
Il romanzo è stato pubblicato a dicembre 1967 e non ottenne grande successo, nonostante l'autore l'abbia considerato in un primo momento una delle sue tre migliori opere e, alla fine della carriera, la sua preferita.
L'opera è stata pubblicata in Italia per la prima volta nel 1978 con il titolo Sabbie mobili per la casa editrice LIbra, ripubblicato nel 1987 con il titolo La donna venuta dal nulla per Garden Editoriale.

## Trama
Paul esitò. «Crede che sia davvero malata di mente?»

«Che domanda ridicola!»

«E allora mi dia una risposta ridicola,» scattò Paul.

«Non so cosa rispondere, dottore. Ma... va bene. Tenterò. Mi dà l'impressione che si comporti da straniera. Non da pazza... da straniera.»
(Sabbie mobili, John Brunner)
Paul Fidler è un giovane psichiatra londinese che, spinto dall'arrivismo della moglie, Iris, si trasferisce in un ospedale psichiatrico di provincia, il Chent Hospital, nella speranza di mettersi in mostra e fare carriera. Paul è reduce da un esaurimento nervoso dovuto allo stress dello studio e del lavoro e per la cura del quale è stato ricoverato, all'insaputa di Iris. Una sera nel pub frequentato da Paul, irrompe un uomo ferito, con un braccio rotto che sostiene di essere stato aggredito da una donna nuda. Immediatamente si pensa a una paziente fuggita dall'ospedale psichiatrico ma i controlli confermano che nessun degente manca all'appello. Paul si reca con la polizia sul luogo dell'aggressione e, a stento, impedisce che si usino i cani per stanare la presunta aggreditrice. Nel buio Paul viene avvicinato da una giovanissima, sporca di fango, svestita ma in buona salute. Paul la trasferisce nell'ospedale. La giovane non parla lingue conosciute e all'inizio sembra aver problemi di mente. Paul intuisce che la giovane è, al contrario, dotata di straordinaria intelligenza ma che è spaesata in un ambiente che non conosce e di cui non capisce la lingua.
Paul registra la voce della ragazza, soprannominata Urchin, e la invia alla facoltà di filologia dell'Università sperando che esperti riescano a comprenderne la provenienza. L'esito è negativo; la lingua risulta sconosciuta, seppure non appare inventata, e con affinità urgo-finniche. Urchin inizia ad apprendere l'inglese e, grazie alla sua caparbietà, inizia a comunicare con Paul che l'ha presa in cura. Sospettando un blocco psicologico, Paul sottopone Urchin a ipnosi; durante le sedute la ragazza sostiene di essere una  viaggiatrice del tempo, di chiamarsi Arrzheen, di provenire da un luogo paradisiaco chiamato Llanraw situato in un futuro alternativo. L'ossessione di Paul per la storia di Urchin e per il suo utopico paese di provenienza lo allontanano da ogni altro interesse. Quando Paul scopre che Iris, gli aveva tenuta nascosta la sua gravidanza e aveva programmato un aborto illegale presso un medico compiacente, litiga con la moglie che lo abbandona, confessandogli che il figlio che sta aspettando non è il suo. Distrutto dall'abbandono, Paul si concentra sempre più sul caso di Urchin, tanto da attirare su di sé i pettegolezzi dei colleghi e del burbero sovrintendente dell'ospedale, Joseph Holinshed.
Un giorno Urchin deve essere accompagnata all'Ospedale generale di Blickham per alcune visite; Paul decide di approfittare per farle visitare la città. Paul ricopre la giovanissima di attenzioni e la serata termina a casa del dottore. Urchin si spoglia volendosi concedere a Paul che tenta di farle capire l'inopportunità del gesto. All'improvviso nell'appartamento irrompe un vecchio paziente di Paul, Maurice Dawkins, che da tempo lo perseguita. L'uomo assiste alla scena e inizia a ricattare il dottore che lo stordisce offrendogli della birra drogata con tranquillante fino a quando Urchin, senza motivo, lo colpisce con inaudita forza. Paul spera che Dawkins rimanga svenuto fino a quando non sarà possibile riportarlo all'ospedale di Londra che lo aveva in cura. Nel frattempo, chiama un'ambulanza lo fa ricoverare temporaneamente al Chent Hospital.
La situazione precipita quando Joseph Holinshed viene a sapere da Dawkins della relazione di Paul con Urchin, ancora minorenne. Paul decide di fuggire all'estero con la ragazza, fornendole documenti falsi intestati alla moglie, dopo aver prelevato tutti i soldi dal suo conto bancario. Il piano ha successo ma col passare dei mesi il denaro si esaurisce mentre la vera natura di Urchin si rivela. Llanraw non è quel posto idilliaco che la ragazza gli aveva fatto credere, anzi, era un luogo dove una ristretta oligarchia imponeva terrore sui cittadini. Urchin era una schiava sessuale che aveva anche il compito di uccidere e torturare i prigionieri per il piacere sadico del suo padrone. Questo è il motivo per cui Urchin ha un'eccezionale attitudine al combattimento a mani nude. Una volta conscio del pericolo rappresentato da Urchin, il suo padrone, non volendo comunque ucciderla, l'ha inviata nel passato. Tale convinzione si fa largo nella mente di Paul grazie alle continue sedute di ipnosi che a mano a mano disvelano indizi. Paul decide pertanto di uccidere Urchin avvelenandola, suicidandosi poco dopo affogandosi in mare.

## Edizioni
- (EN) John Brunner, Quicksand, Doubleday Science Fiction, 1ª ed., New York, Doubleday, dicembre 1967.
- (FR) John Brunner, À l'ouest du temps, traduzione di Guy Abadia, Ailleurs et demain, Parigi, Robert Laffont, gennaio 1978.
- John Brunner, Sabbie mobili, traduzione di Roberta Rambelli, Slan. Il Meglio della Fantascienza, n. 37, Bologna, Libra Editrice, marzo 1978.
- (DE) John Brunner, Treibsand, traduzione di Horst Pukallus, Heyne Science Fiction & Fantasy, n. 3902, Heyne, agosto 1982, ISBN 978-3-453-30826-8.
- John Brunner, La donna venuta dal nulla, traduzione di Roberta Rambelli, Solaris Fantascienza, n. 6, Milano, Garden Editoriale, maggio 1986.
- (EN) John Brunner, Quicksand, E-book, Londra, Gateway / Orion, settembre 2011, ISBN 978-0-575-10142-5.